# Punctularia
Punctularia — рід грибів родини Punctulariaceae. Назва вперше опублікована 1895 року в роботі француза Нарсіса Теофіля Патуяра та шведа Густафа Лагерхейма.

## Класифікація
До роду Punctularia відносять 2 офіційно визнані види:
- Punctularia atropurpurascens
- Punctularia strigosozonata

Раніше визнавалося 5 видів, але 3 з них згодом були визнані синонімами:
- Punctularia affinis - синонім Cotylidia aurantiaca
- Punctularia subhepatica - синонім  P. atropurpurascens
- Punctularia tuberculosa - синонім  P. atropurpurascens